# Herb powiatu oświęcimskiego
Herb powiatu oświęcimskiego – jeden z symboli powiatu oświęcimskiego, autorstwa Wojciecha Drelicharza, Zenona Piecha oraz Barbary Widłak, ustanowiony 10 listopada 1999.

## Wygląd i symbolika
Herb przedstawia na tarczy w polu srebrnym czarnego orła ze złotą literą „O” na piersi, ze złotym dziobem, językiem i szponami. Jest to nawiązanie do XVI-wiecznej wersji herbu księstwa oświęcimskiego.